# Pika Dvornik
Pika Dvornik, slovenska alpska smučarka, * 29. januar 1992. 
Dvornik je članica kluba SD Krka Rog. V svetovnem pokalu je debitirala je 9. januarja 2022 na slalomu za Zlato lisico v Kranjski Gori, kjer je zasedla 46. mesto.